# Dengeki Daisy
Dengeki Daisy (jap. 電撃デイジー, Dengeki Deijī, „Elektroschock-Daisy“ bzw. wörtlich „Elektroschockgänseblümchen“) ist ein romantisch-komödiantischer Shōjo-Manga von Kyōsuke Motomi. Es wird vom Betsucomi Magazin veröffentlicht. 

## Handlung
Als Terus älterer Bruder starb, blieb ihr nur ein Handy mit der Nummer eines Mannes namens „DAISY“, der Teru unterstützen soll, wenn ihr Bruder nicht mehr dazu in der Lage ist. DAISY wurde über die nächsten Jahre eine große Stütze für sie, indem er sie über das Telefon ermutigt, sei es durch inspirierende Worte oder einfachen Small Talk, sodass sie mit ihren Problemen nicht allein ist. 
Eines Nachmittags, nachdem sie von Schülern des Studentenbeirats schikaniert wurde und diese von einem Unbekannten verscheucht wurden, zerbricht Teru versehentlich ein Schulfenster. Als Strafe muss sie für den brummigen, gemeinen Schulhausmeister Tasuku Kurosaki arbeiten. Von da an entwickelt Teru tiefere Gefühle für den geheimnisvollen Mann, der sie unterstützt, und sie wünscht sich, ihn kennenzulernen. 
So fragt sie sich, ob Kurosaki der von ihr geliebte DAISY ist, während Kurosaki sich ebenfalls zu Teru hingezogen fühlt. Er wurde tatsächlich von ihrem Bruder beauftragt, sie zu beschützen. Als Hacker hat Kurosaki zusammen mit ihrem Bruder gearbeitet und fühlt sich nun für den Tod seines Freundes verantwortlich.

## Charaktere

### Hauptcharaktere
Teru Kurebayashi (紅林 照, Kurebayashi Teru)
Die 16-jährige Oberschülerin hat einen starken Willen und ein freundliches Auftreten.
Tasuku Kurosaki (黒崎 祐, Kurosaki Tasuku)
Der 24-jährige arbeitet als Hausmeister in Terus Schule. Kurosaki wird fast nie ohne Zigarette gesehen, er trinkt und ist häufig in Schlägereien verwickelt. Im Gegensatz zu seinem unfreundlichen Auftreten, sorgt er sich sehr um Teru und hat ihr gegenüber einen starken Beschützerinstinkt. Terus Freunde bezeichnen ihn als sehr attraktiv, obwohl er normalerweise seine Gefühle nicht zeigt.

### Nebencharaktere
Masuda/Master (増田)
Masuda/Master ist der Manager des Ohanabatake, eines Teehauses im Western-Stil, den man oft mit Bandana und Schürze sieht. Kurosaki, Riko, und einige andere kennen ihn unter der Bezeichnung „Master“ (ein Wortspiel mit seinem Namen Masuda). Im Gegensatz zu seinem herzlichen Verhalten und seinem Hang, Kurosaki mit seiner Beziehung zu Teru zu ärgern, kann der Master überraschend furchteinflössend sein. Kurosaki räumt ein, dass der Master gruseliger als er ist. Er weiß genau über Kurosakis Aktivitäten als DAISY Bescheid, und wachte bereits über ihn, bevor auch nur einer von ihnen Kontakt zu Sōichirō Kurebayashi hatte.
Riko Onizuka (鬼塚 理子, Onizuka Riko)
Riko Onizuka war Mitglied des Design-Teams von Terus Bruder und gleichzeitig dessen Freundin. Daher sieht sie Teru als ihre jüngere Schwester an und wohnt mit ihr zusammen in einer Wohnung als Kurosakis Nachbarinnen. Riko ist mit Kurosaki befreundet und dient ihm oft als heimliche Beraterin, wenn es um Teru geht, wobei sie ihn hin und wieder ärgert oder ihm weh tut, sobald sie der Meinung ist, er habe sich unangemessen gegenüber Teru verhalten. Außerdem ist sie Schulberaterin an Terus Schule. Riko ist 30 Jahre alt.
Kiyoshi Hasegawa (長谷川 清, Hasegawa Kiyoshi)
Kiyoshi ist Terus Klassenkamerad und bester Freund sowie Stipendiat. Er versuchte mehr darüber herauszufinden, warum Teru nach dem Tod ihres Bruders trotz Sōichirōs Ruf als brillanter Techniker mittellos zurückblieb. Dennoch bringt er sich und Teru in Gefahr, wird aber von Kurosaki gerettet. Da Kiyoshi ein intelligenter Junge ist und ein Geheimnis für sich behalten kann, weiht ihn der Master als Zeichen des Vertrauens in DAISYs wahre Identität ein. Später stellt ihn Kurosaki als weiteren „Diener“ und Beschützer für Teru ein, obwohl dieser sich über Kurosakis Zuneigung zu Teru lustig macht.
Kazumasa Andō (安藤 数正, Andō Kazumasa)
Der Direktor der Oberschule, die Teru besucht und an der Kurosaki als Hausmeister arbeitet. Andō ist ein ehemaliger Kollege von DAISY und Terus Bruder. Ursprünglich war er der Ersatz für Kurosaki als Hausmeister. Obwohl er oft aus seltsamen, engen und dunklen Orten wie Lüftungsschlitzen oder Mülleimern auftaucht und es mag, geschlagen zu werden, ist er sehr ernst, wenn es um Angelegenheiten geht, die DAISY betreffen und erfüllt während Nachforschungen die Rolle des Gruppenanführers. Seinen Spitznamen, Andy, bekam er von Sōichirō.
Rena Ichinose (一之瀬 玲奈, Ichinose Rena)
Rena ist die Vorsitzende des Schülerrats. Sie ist ein gutaussehendes Mädchen, das den Schülerrat dazu verleitet, Stipendiaten wie Teru und Kiyoshi zu schikanieren, um die Einrichtungen der Schule zu privatisieren, außerdem hat sie einen Hang dazu, sich mit zwielichtigen Männern einzulassen. Dank Terus Freundlichkeit schafft sie allmählich den Absprung von diesem Verhalten. Obwohl Rena es nie zugeben würde, wird Teru so eine ihrer ersten wirklichen Freunde und sie hilft indirekt Teru dabei, deren Beziehung zu Kurosaki zu vertiefen. Die Geschichte deutet an, dass Rena später Gefühle für Kiyoshi entwickelt.
Haruka Sawaguchi (沢口 遥, Sawaguchi Haruka)
Als Terus Klassenkameradin und Freundin, fungiert Haruka als eine Art Cliquenanführerin in Terus Freundeskreis und bestärkt Teru darin, ihre Beziehung zu Kurosaki zu festigen. Sie ist die erste Person, der Teru anvertraut, dass sie herausgefunden hat, wer DAISY wirklich ist. Haruka ist häufig die Erste, die Teru in der Schule zur Hilfe kommt, wobei sie oft ihre anderen Freunde dazuholt.  Sie ist Mitglied des Kunst-AG, des Leichtathletik-Teams und des Geister-Clubs.
Masumi Takeda (竹田 真澄, Takeda Masumi)
Einer von DAISYs ehemaligen Mitarbeitern. Masumi wird er als hartnäckig, jedoch nicht sonderlich schlau beschrieben. Er kommt als neuer Informatiklehrer und Administrator für das Informationsmanagement an die Schule, eigentlich will er jedoch Terus Handy, weil er annimmt, es beinhalte unveröffentlichte Programme, die Sōichirō vor seinem Tod noch geschrieben habe. Während sein erster Versuch noch von Kurosaki vereitelt wird, entscheidet sich Takeda nach dem zweiten Fehlschlag, damit aufzuhören, Teru zu belästigen, weil sie sich sehr entschlossen und freundlich zeigt. Später wird er zu einem Verbündeten DAISYs.

### Weitere Charaktere
Sōichirō Kurebayashi (紅林 奏一郎, Kurebayashi Sōichirō)
Sōichirō Kurebayashi ist der verstorbene Bruder von Teru Kurebayashi. Als talentierter Computerfachmann respektiert und bewundert, leitete er ein Team von Technikern, darunter Tasuku Kurosaki und Riko Onizuka. Es ist nur wenig über ihn bekannt, aber er wurde abwechselnd als merkwürdig anhänglich und als ernst und einfühlsam seiner Schwester und den ihm Anvertrauten dargestellt. Vor seinem Tod entwickelte Sōichirō wahrscheinlich Software, die zu einem hohen Preis verkauft werden könnte, die aber auf mysteriöse Weise verschwand. Er zwang seinem Freund Kurosaki die Rolle von DAISY auf. Schließlich wurde bekannt, dass Sōichirō an Magenkrebs starb; statt sich behandeln zu lassen, investierte Sōichirō seine verbleibende Zeit darin, Kurosaki zu retten, indem er den Viruscode unschädlich macht, den Kurosaki gezwungen war, zu verbreiten. Obwohl Sōichirō an einer Krankheit starb, gibt sich Kurosaki selbst die Schuld an dessen Tod.
Tetsuya Arai (新井 哲也, Arai Tetsuya)
Der ehemalige Informatiklehrer und Systemadministrator des Schulnetzwerks. Er führte eine Beziehung mit Rena und war Berater des Schülerrats. Dennoch unterschlug er Gelder aus dem Schulbudget, bis Teru  DAISYs um Hilfe bittet, um Arais Taten aufzudecken. Arai wurde kurz darauf entlassen, wird aber unfreiwillig zum Spielball in einer Serie illegaler Aktivitäten gegen DAISY. Aus Sorge um Renas Sicherheit, eröffnet er Teru gegenüber Informationen über die Organisation, die ihn in der Hand hat.
Chiharu Mori (森 千春, Mori Chiharu)
Zunächst als attraktive Krankenschwester beschrieben, entwickelt sich Mori zu einer hochnäsigen Frau, die oft kaum verhohlene Beleidigungen gegenüber Teru ausspricht.  Kurosaki beschleicht jedoch bald der Verdacht, dass Mori zu mehr fähig ist, als sie versucht, Teru zu benutzen, um DAISY zu entlarven. Tatsächlich ist sie die wahre Täterin, die hinter einer Reihe von Angriffen auf Teru und Kurosaki steckt, die dazu dienen, Informationen zu einem gefährlichen Projekt zu erhalten, das Kurosaki geschaffen hat. Da sie von Andōs Vorgänger als Schuldirektor angestellt wurde, ist nichts über ihre Vergangenheit bekannt. Als ihre wahre Identität aufgedeckt wird, verschwindet sie von der Schule und ist seitdem auf der Flucht.
Akira (アキラ)
Ein unheimlicher, geheimnisvoller Junge, der auf den ersten Blick eine verblüffende Ähnlichkeit mit Terus älterem Bruder Sōichirō aufweist und ein breites Grinsen hat, das ihn wie einen Irren wirken lässt.  Um sein Äußeres zu verbergen, trägt er einen Kapuzenpullover und spielt oft mit einem Jo-Jo. Sein Verhalten ist unberechenbar und anscheinend rücksichtslos, obwohl er außergewöhnlich anhänglich gegenüber Mori Chiharu ist, deren Mittäter er ist. Obwohl später herauskommt, dass er ein talentierter Hacker ist, ist Akira aufgrund seines kindischen Verhaltens als Resultat der ihm bis dahin angediehener Sonderbehandlung ein miserabler Handlanger. Akira zeigt ein brutales Verhalten gegenüber Teru, der er gerne weh tut, um Kurosaki zu provozieren, welchen er für unbekannte Dinge in seiner Vergangenheit verantwortlich macht.

## Manga
Die Serie wird von Kyōsuke Motomi geschrieben und gezeichnet und erschien in Shogakukans monatlichem Shōjo-Magazin Betsucomi von Ausgabe 6/2007 (12. Mai 2007) bis Ausgabe 11/2013 (12. Oktober 2013). Die einzelnen Kapitel erschienen zudem in bisher (Stand: Oktober 2013) 16 Sammelbänden (Tankōbon); das erste erschien am 26. Oktober 2007.
Die Serie wird in Taiwan durch den Herausgeber Ever Glory Publishing, in Frankreich durch Kazé, in Nordamerika durch Viz Media und in Russland durch Rosman Publishing herausgegeben. Bis Juli 2012 wurden in den Vereinigten Staaten und Kanada zehn Ausgaben veröffentlicht. Zwischen November 2010 und April 2015 erschien die Serie vollständig auf Deutsch bei Tokyopop.

## Rezeption
Nordamerikanische Fans wählten die Serie im Rahmen der About.com Manga Readers' Choice Awards 2011 zum besten neuerschienenen Shojo-Manga des Jahres 2010.